# Билянська
Биля́нська (болг. Билянска) — село в Смолянській області Болгарії. Входить до складу общини Смолян.

## Населення
За даними перепису населення 2011 року у селі проживали 25 осіб, з них 23 особи (92,0%) — болгари.
Розподіл населення за віком у 2011 році:
Динаміка населення: